# ブルワース
『ブルワース』（Bulworth）は、1998年にアメリカ合衆国で公開されたコメディ映画。ウォーレン・ベイティが製作・脚本・監督・主演を務めている。

## ストーリー
カリフォルニア州選出の民主党連邦上院議員ジェイ・ブルワースは、予備選において精力的な若いポピュリストからの挑戦を受けている。嘗てリベラルだったブルワースは、時間の経過と共により保守的な政治に譲歩し、大企業からの寄付を受け入れるようになっている。彼と妻は共に何年もの間不倫をしており、それをお互いに知っているが、世間のイメージのために見かけ上は幸せな夫婦を装っている。政治に疲れ、人生に不満を抱いたブルワースは自殺を計画し、娘を受取人として1,000万ドルの生命保険契約を結ぶ交渉をする。自殺の場合は保険金が下りないことを知っている彼はまた、2日以内に自分を暗殺するよう殺し屋の代理人と契約する。
彼はロサンゼルスの選挙イベントに極度に酔った状態で到着し、自分の選挙運動をフォローしているC-SPANの撮影クルーの前で自分の考えを自由に語った。地下クラブで一晩中踊り、マリファナを吸った後、彼はその場でラップを始める。彼の率直で攻撃的な発言により、彼はたちまちメディアの人気者となり、選挙運動を再び活気付かせることになる。彼は若い黒人活動家のニーナと恋愛関係になり、ニーナも選挙活動に同行し始める。彼は、殺されるのを待ちながら、パパラッチ、保険会社、選挙運動責任者、そしてますます熱狂的な大衆によって常に追われている。
ブルワースはスキットルから酒を飲みながら、保険会社やアメリカの医療制度を馬鹿にするテレビ討論会に出演した後、貧しいロサンゼルス中南部にあるニーナの家族の家に行く。彼は子供たちのグループがクラックを売っているのを目撃し、人種差別主義的な警察官に捕まった子供たちを助けるために警官と交渉するが、後に彼らが地元の麻薬王であるLDのために働いていることを知る。LDはニーナの兄が借金をしている人物だ。ブルワースは、選挙対策マネージャーが事前に手配したテレビに出演し、その中で、ニーナとLDがブルワースに言ったことをそのままラップで繰り返した。その内容は、貧しい黒人の生活や、教育や雇用といったアメリカの様々な制度に関する彼らの意見である。最後に彼は、全員が「全員同じ色」になるまで「全員が全員とハメるべきだ」という解決策を提案し、聴衆とインタビュアーを驚かせる。
ブルワースは、自分を殺害しようとしている暗殺者だと思い込み、自分に付きまとう男に怯えながら過ごす。男はブルワースを最大の恐怖に追い込んだ後、テレビスタジオのセットでブルワースを追い詰め、ニーナと一緒にいるブルワースの写真を撮り始め、自分が単なるパパラッチであることを明かす。ブルワースは頭に来てニーナと共に逃げるが、ニーナは自分が雇われた暗殺者だが（表向きは兄の借金返済に必要な金を稼ぐため）、もう任務は遂行しないと言う。安心したブルワースはニーナの腕の中で数日ぶりに眠りにつく。ブルワースは36時間もの間寝て、その間メディアは投票日が迫る中の彼の突然の不在について色々と憶測する。予備選ではブルワースが圧勝する。LDはニーナの兄が借金を少しずつ返済することを許す。ブルワースはこの勝利演説中に、今度は大統領選への出馬を求められそれに同意するが、保険会社の手先であるグラハム・クロケットによって突然銃撃されてしまう。保険会社は、ブルワースが推進しようとしている「単一支払者医療制度」（国民皆保険の一形態で、全ての国民の必須医療費が単一の公的制度によってカバーされるもの）を恐れているのだ。クロケットは直ちに逃走した。
ブルワースの運命は予断を許さない。最後のシーンでは、ブルワースが以前会った老人の浮浪者が病院の外で1人で立っている。彼は、恐らくは病院の中にいるブルワースに、「幽霊」ではなく「霊」になるように勧める。それは、彼が以前に述べたように、「歌」を持っている場合にのみ起こるものである。映画の最後のショットで、彼は観客にも同じことを尋ねる。

## キャスト
※括弧内は日本語吹替
- ジェイ・ブリントン・ブルワース上院議員 - ウォーレン・ベイティ（山寺宏一）
- ニーナ - ハル・ベリー（湯屋敦子）
- デニス・マーフィ - オリヴァー・プラット（星野充昭）
- L.D. - ドン・チードル（檀臣幸）
- グラハム・クロケット - ポール・ソルヴィノ（田原アルノ）
- エディ・ダーヴァーズ - ジャック・ウォーデン（糸博）
- ダーネル - イザイア・ワシントン（水野龍司）
- ビル・フェルドマン - ジョシュア・マリーナ
- ヴィニー - リチャード・C・サラフィアン（渡部猛）
- ゲイリー - ショーン・アスティン
- コンスタンス・ブルワース - クリスティーン・バランスキー（野沢由香里）

カメオ出演
- コンスタンスの愛人 - ウィリアム・ボールドウィン
- 用心棒 - マイケル・クラーク・ダンカン
- ラリー・キング（宝亀克寿）
- ジョージ・ハミルトン